# Somatogyrus obtusus
The Moom pebblesnail, danh pháp khoa học Somatogyrus obtusus, là một loài ốc nước ngọt rất nhỏ có nắp, là động vật thân mềm chân bụng sống dưới nước trong họ Hydrobiidae.
Đây là loài đặc hữu của Hoa Kỳ. Môi trường sống tự nhiên của nó là các con sông.